# Акціонерне товариство рудної справи Тушетуханівського та Цеценханівського аймаків у Монголії

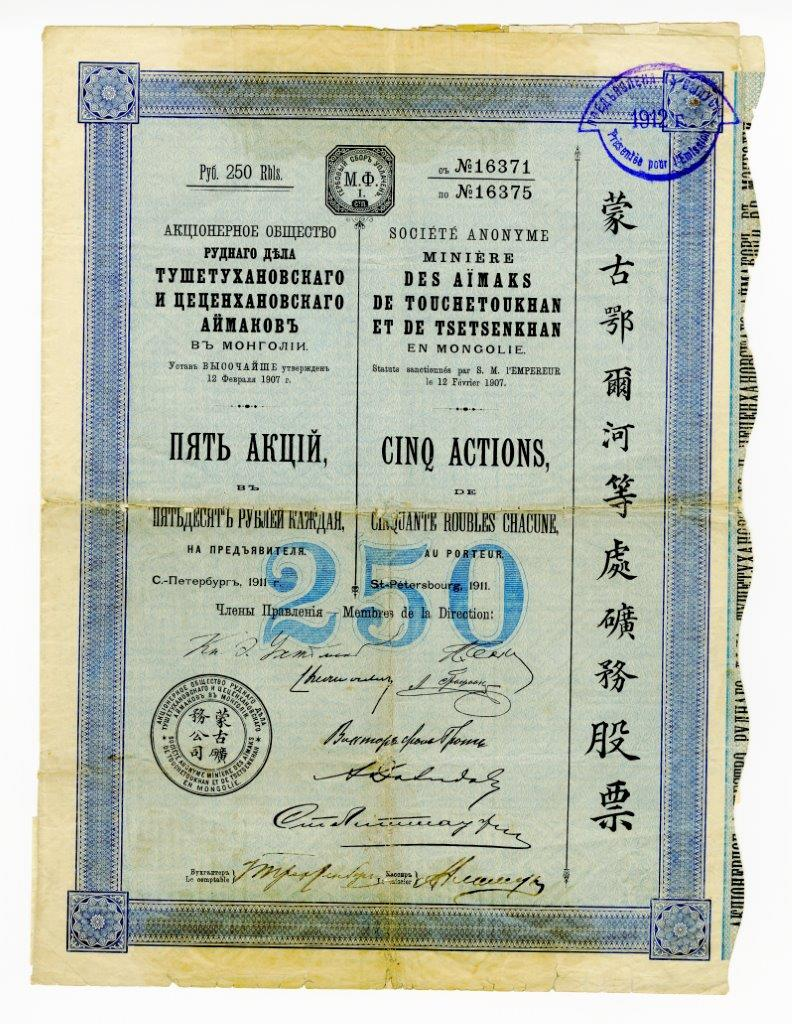
П'ять акцій на пред'явника п'ятдесят руб. кожна Акціонерне товариство Рудної справи Тушетуханівського та Цеценханівського аймаків у Монголії. С.-Петербург, 1911

Акціонерне товариство рудної справи Тушетуханівського та Цеценханівського аймаків у Монголії («Монголор») створено на початку XX ст. з метою промислової розробки покладів корисних копалин, насамперед золота, у Монголії, Північному Китаї та Росії. Одним із засновників був російський підданий бельгійського походження барон В. фон Грот, який ще в 1897 уклав з китайською владою концесію на золотовидобуток строком на 25 років і стояв на чолі створеного за участю Російсько-Китайського банку спеціалізованого синдикату - попередника Товариства рудної справи. 
Статут компанії Високо затверджений 12 лютого 1907, початковий капітал Товариства становив 3 млн руб. Органами центрального управління були загальні збори акціонерів, правління та управління заводами та копальнями на місцях. Правління перебувало у Петербурзі.
Засновниками та головними пайовиками, окрім барона фон Грота, були бельгійські фінансисти, група російських банків та російське виробниче об'єднання «Російське золото» («Золоторос»). Тримачами найбільших пакетів акцій були імператриця Марія Федорівна, бельгійський король Леопольд II та представники клану Лі Хунчжана.
За час свого співіснування «Монголор» намив і накопав 625 пудів (понад 10 т) золота вартістю в 10,5 млн руб.
Майно товариства оголошено державною власністю виходячи з Декрету РНК від 20 липня 1918 Про націоналізацію акціонерних товариств.